# Novelists
Novelists (a menudo conocidos en forma impresa como Novelists FR) es una banda francesa de metalcore de París que se formó en 2013. Actualmente tienen contrato con Out of Line Music.

## Historia
Novelists fue fundada en 2013 por los hermanos Amael y Florestan Durand. Poco después, Matteo Gelsomino, Nicolas Delestrade y Charles-Henri Teule se unieron, después de la separación de su banda anterior, A Call to Sincerity. En abril de 2014, lanzaron una demo con 6 canciones. En julio de 2015, firmaron con el sello discográfico Arising Empire y en noviembre lanzaron su primer álbum de estudio Souvenirs. En junio de 2017, la banda lanzó el sencillo "The Light, the Fire". Después de esto, realizaron una gira con While She Sleeps y Northlane. Un mes después, firmaron con SharpTone Records y lanzaron su segundo álbum de estudio  Noir en septiembre de 2017.
Novelists lanzó su tercer álbum de estudio, titulado C'est La Vie, en enero de 2020.
En abril de 2020, la banda se separó de Gelsomino como vocalista y comenzó un proceso de audición en línea para encontrar un nuevo cantante.
El 27 de octubre de 2020, Novelists anunció que Tobias Rische, exmiembro de Alazka, reemplazaría a Gelsomino como su nuevo vocalista. Un mes después, la banda firmó con Out of Line Music, un sello discográfico con sede en Berlín, y lanzó el sencillo "Lost Cause". Se lanzaron dos sencillos más en 2021: "Terrorist" y "Do You Really Wanna Know?". La banda apoyó a Imminence en una gira europea en mayo de 2022 y tocó en el Tech-Fest en el Reino Unido en junio-julio del mismo año. En 2022, Novelists lanzó dos sencillos más, "Smoke Signals" y "Heretic", este último con el cantante Florian Salfati de la banda LANDMVRKS.
El 6 de abril de 2023, Novelists anunció en su página de Instagram que Rische había dejado la banda. En septiembre, se anunció que Camille Contreras (de Albacete) se haría cargo de las funciones vocales.

## Estilo musical
El sonido de la banda ha sido descrito como metalcore, con estilos de guitarra fuertemente inspirados en el metal progresivo y el djent. Se han destacado por confiar principalmente en voces limpias en lugar de voces gritadas, una práctica poco común en el metalcore.

## Miembros
| Miembros actuales - Camille Contreras – voz (2023-presente) - Florestan Durand – guitarra (2013-presente) - Pierre Danel – guitarra (2021-presente) - Nicolas Delestrade – bajo (2013-presente) - Amael Durand – batería (2013-presente) | Miembros anteriores - Charles-Henri Teule - guitarra (2013-2018) - Matteo Gelsomino - voz principal (2013-2020) - Tobias Rische - voz principal (2020-2023) |

Línea del tiempo

## Discografía
Álbumes de estudio
- 2015: Souvenirs
- 2017: Noir
- 2020: C'est La Vie
- 2022: Déjà Vu
- 2025: Coda

Sencillos
- "Gravity" (2015)
- "The Light, the Fire" (2017)
- "Eyes Wide Shut" (2018)
- "After the Rain" (2020)
- "Lost Cause" (2020)
- "Terrorist" (2021)
- "Do You Really Wanna Know?" (2021)
- "Smoke Signals" (2022)
- "Heretic" (2022)
- "Turn It Up" (2023)
- "Prisoner" (2023)
- "Mourning the Dawn" (2023)
- "Coda" (2024)